# 문우초등학교
문우초등학교는 대한민국 광주광역시 북구에 있는 초등학교다.

## 학교 연혁
- 2003. 09. 01 문우초등학교 개교 및 제1대 이충현 교장 부임
- 2005. 02. 18 제1회 졸업(119명)
- 2006. 02. 17 제2회 졸업(123명)
- 2007. 02. 15 제3회 졸업(134명)
- 2008. 02. 17 제4회 졸업(134명)
- 2008. 03. 01 제2대 김용준 교장 부임
- 2009. 02. 17 제5회 졸업(122명)
- 2010. 02. 11 제6회 졸업(145명)
- 2011. 02. 11 제7회 졸업(137명)
- 2011. 09. 01 제3대 조평섭 교장 부임
- 2012. 02. 17 제8회 졸업(112명)
- 2012. 03. 01 교과부요청 연구학교 지정(경제교육 ~2014.2.28. 2년간)
- 2012. 03. 13 청소년 BizCool 운영학교 지정(2012년~2014년 3년간)
- 2013. 02. 18 제9회 졸업(114명)
- 2014. 02. 18 제10회 졸업(92명)
- 2014. 03. 01 학교교육력제고 중점학교 운영 (1년간)
- 2015. 02. 13 제11회 졸업(70명)